# Port lotniczy Kilwa Masoko
Port lotniczy Kilwa Masoko (ang. Kilwa Masoko Airport, kod IATA: KIY, kod ICAO: HTKI) – port lotniczy zlokalizowany w tanzańskim mieście Kilwa Masoko.

## Linie lotnicze i połączenia
| Linia Lotnicza   | Kierunek                                                          |
| ---------------- | ----------------------------------------------------------------- |
| Coastal Aviation | 1. Dar es Salaam 2. Mafia 3. Pemba 4. Selous 5. Tanga 6. Zanzibar |